# Земниекс
 Земниекс  (латыш. Zemnieks — «крестьянин», от слова «zeme» — «земля») — в латышской языческой мифологии дух, мифологический хозяин и покровитель дома, обеспечивающий нормальную жизнь семьи, плодородие, здоровье людей, животных вроде домового у славянских народов. Земниекса не надо путать с Пукисом (латыш. Pūķis), который также является покровителем дома у латышей. У языческих народов, населявших Латвию в древности, праздник почитания Земниекса традиционно проводился осенью. Во время празднеств в честь Земниекса ему приносили в жертву домашний скот. Первоначально Земниекс был духом земледелия, и культ его был, видимо, связан с землёй. 
На заре цивилизации языческие культы, посвященные земледелию, имели большое значение для крестьян, таким например был культ Сатурна в Древнем Риме. Но позднее в связи с уменьшением значения села и возрастающей ролью городов старые земледельческие культы теряли своё значение, а духи и божества меняли своё предназначение и роль в пантеоне, занимая в верованиях европейских крестьян важное место даже после того как в Европе полностью утвердилось христианство.